# Saúl Martínez
Saúl Martínez (Colón, 29 januari 1976) is een Hondurees voetballer.

## Hondurees voetbalelftal
Saúl Martínez debuteerde in 2001 in het Hondurees nationaal elftal en speelde 36 interlands, waarin hij 17 keer scoorde.